# روابط ازبکستان و ایران
روابط ایران و ازبکستان در مورد روابط دوجانبه بین جمهوری اسلامی ایران و جمهوری ازبکستان است.

## تاریخچه
ایران در سال ۱۳۷۰ جمهوری ازبکستان را به رسمیت شناخت. دو طرف در سالهای بعد نخستین نمایندگان سیاسی خود را به تاشکند و تهران فرستادند، ولی روابط در طول دو و نیم دهه چندان پیشرفت خاصی نداشت و حتی رو به کاهش بود. در این بین متغیرهایی چون، نظام سیاسی متفاوت دو کشور، بدبینی به نیات ایران، ترس از فعالیت گروه‌ها و احزاب سیاسی اسلامی، هراس از نفوذ ایران در منطقه و ازبکستان، وجود اقلیت تاجیک و فارس زبان در ازبکستان، روابط خوب ایران با تاجیکستان و مشکلات دامنه‌دار دو همسایه یعنی تاجیکستان و ازبکستان در کنار عوامل ژئوپلیتیکی چون نبود مرز مشترک دو کشور و نقش بازیگران خارجی دیگر موجب عدم توسعه روابط دو کشور شده بود.
سید ابراهیم رئیسی در شهریور ماه سال ۱۴۰۱ خورشیدی به منظور شرکت در اجلاس سران کشورهای عضو سازمان همکاری شانگهای در صدر هیأتی سیاسی و اقتصادی وارد شهر سمرقند ازبکستان شد که این نخستین سفر یک مقام ریاست جمهوری ایران به ازبکستان پس از ۱۸ سال بود.

## روابط اقتصادی
در راهبرد ۵ ساله توسعه سالهای ۲۰۱۷ تا ۲۰۲۱ در ازبکستان نوین نوسازی در بخش مدیریت دولتی، افزایش سیستم قضایی، آزادسازی اقتصادی و انجام اصلاحات در بخش‌های مختلف اجتماعی از دیگر بخش‌های برنامه رشد تاشکند است. در این شرایط افزایش کیفیت محصولات، کاهش تورم و تلاش برای فاصله گرفتن از اقتصاد تک‌محصولی در دو عرصه کشاورزی و انرژی در دستور کار رهبران نوین ازبکستان باهدف نوسازی و دگرگونی‌های اقتصادی در همه بخش‌ها است. در این میان هرچند ایران و ازبکستان در دو و نیم دهه گذشته همکاری‌هایی اقتصادی باهم داشته‌اند و بیش از ۵۹ اسناد امضاشده و کمیسیون‌های مشترک بین دولتی تشکیل گردیده‌است. در همین راستا در سال ۲۰۱۵ در شهر تاشکند یازدهمین نشست کمیسیون مشترک ازبکستان و ایران برگزار گردیده و در سال ۲۰۱۴، حجم مبادلات تجاری بین دو طرف ۳۷۴٫۹ میلیون دلار بوده و تاکنون با مشارکت سرمایه‌گذاری ایران، بیش از ۱۱۶ کارخانه در این کشور فعال گردیده‌است، اما واقعیت آن است که بسترهای همکاری‌های اقتصادی دو کشور بسیار گسترده‌تر است.
اقتصاد مهم‌ترین دلیل و انگیزه گسترش روابط دو کشور در وضعیت کنونی است. در واقع با توجه به توجه ازبکستان به گسترش روابط و مبادلات دو کشور به ویژه در حوزه بازرگانی از یک‌سو می‌توان بخش راه‌آهن و ترانزیت را با توجه به نیاز و محصور در خشکی بودن ازبکستان گسترش بسیار داد و با رویکردهایی چون راه‌اندازی قطار مسافرتی ایران- ازبکستان، افزایش تعداد کشورهای قرارداد عشق‌آباد و بنیان دالان ازبکستان- ترکمنستان- ایران–عُمان، افزایش روابط حمل‌ونقلی با ایران، تلاش و کوشش دوسویه در بهره‌برداری از پروژه خط آهن سراسری افغانستان به نفع هر سه کشور (ایران، ازبکستان و افغانستان) همکاری‌ها را توسعه داد. در بعد دیگری با در نظر داشت علاقه‌مندی ازبکستان به خریداری نفت از ایران و تولید کم نفت ازبکستان صادرات نفت ایران به ازبکستان صادرات نفت به این کشور از راه خشکی و راه‌آهن در کنار توجه به همکاری‌های گازی (ازبکستان یازدهمین تولیدکننده گاز دنیاست) را مدنظر قرارداد.
در بعد دیگری این نیز باید توجه داشت که با برگزاری کمیسیون مشترک همکاری‌های همه‌جانبه دو کشور، مذاکرات تعرفه ترجیحی، حضور و فعالیت کارآفرینان و سرمایه‌گذاران خصوصی دو کشور در کشور دیگر و جلب‌توجه تاشکند به چابهار به‌عنوان نزدیک‌ترین مسیر دستیابی بازرگانان ازبکستانی به آب‌های آزاد، تقویت ارتباطات بانکی به‌عنوان زیربنای تبادلات اقتصادی می‌توان حجم مبادلات تجاری بین ایران و ازبکستان با سالیانه حدود ۴۲۰ میلیون دلار کنونی را نخست به سالیانه یک میلیارد دلار و در میان‌مدت گسترش بسیاری بخشید.
در بهمن ماه 1403 عوارض ۴۰۰ دلاری هر مرتبه ورود ناوگان جاده‌ای طرفین به قلمرو یکدیگر متقابلا لغو شد.